# Tinkerova letecká základna
Tinkerova letecká základna (anglicky Tinker Air Force Base; kód IATA je TIK, kód ICAO KTIK, kód FAA LID TIK) je vojenská letecká základna letectva Spojených států amerických nacházející se na jihovýchodě území města Oklahoma City ve státě Oklahoma. Sídlí zde Centrum vzdušné logistiky Oklahoma City (Oklahoma City Air Logistics Center), spadající pod Velitelství zásobování vzdušných sil (AFMC), jehož úkolem je zajištění a doručení potřebných náhradních dílů pro širokou škálu letadel, motorů, raket, avioniky apod., a to v celosvětovém měřítku.
Je domovskou základnou 72. křídla týlové služby letecké základny (72d Air Base Wing), které poskytuje podporu a servis výše zmíněnému logistickému centru a ostatním přidruženým jednotkám. Dále zde sídlí 552. křídlo letové kontroly (552d Air Control Wing), vybavené letouny E-3 Sentry AWACS, což je speciálně upravená verze Boeingu 707. Toto křídlo provádí podrobnou kontrolu vzdušného prostoru, poskytuje včasnou výstrahu v případě jeho narušení a zároveň pomáhá vlastním bojovým letadlům a ostatním jednotkám protivzdušné obrany identifikovat a zadržet případného narušitele.
Tato základna bylo zprovozněna roku 1941. Dne 13. ledna 1948 byla pojmenována na počest generálmajora Clarence L. Tinkera z řad někdejších United States Army Air Forces, který 7. června 1942 zemřel během japonského útoku na ostrov Midway.
V roce 1964 byly poblíž základny prováděny testy dopadu nadzvukové letecké dopravy na obyvatele a infrastrukturu velkoměsta. 